# Bridgewater Township (New Jersey)
Pour les articles homonymes, voir Bridgewater.
Bridgewater est un township du Comté de Somerset dans l'état du New Jersey.

## Démographie
Sa population était de 44 464 habitants en 2010.